# Litochoro
Litochoro (in greco Λιτόχωρο?) è un ex comune della Grecia nella periferia della Macedonia Centrale di 7 011 abitanti secondo i dati del censimento 2001.
È stato soppresso a seguito della riforma amministrativa, detta Programma Callicrate, in vigore dal gennaio 2011 ed è ora compreso nel comune di Dion-Olympos.
La città è ad una distanza di circa novanta chilometri da Salonicco, ad ovest del Golfo Termaico. Litochoro, menzionata per la prima volta da San Dioniso, è una città conosciuta da coloro che desiderano arrampicarsi sul monte Olympo; quasi tutti gli itinerari escursionistici partono a sud-ovest di Litochoro.

## Geografia e informazioni
Litochoro è situata ventidue chilometri a sud di Katerini, novanta chilometri a sud-ovest di Salonicco, cinquantotto chilometri a nord di Larissa e quattrocentoventi chilometri da Atene, sulle pendici orientali del monte Olimpo, conosciuto come la sede degli dei e di Zeus. Gli alberi del pino, del cedro e dell'abete che crescono nelle foreste del monte Olimpo stanno al sud-ovest ed a nord-ovest. Il terreno coltivabile è prevalentemente al nord. Litochoro ha parecchi ristoranti e caffè.E'gemellata con Atri (TE).

## Pláka
Ad est della città di Litochoro c'è una zona costiera estesa, conosciuta con il nome di Pláka o di Pláka Litochorou, che si estende dai piedi del monte Olympο fino al Golfo Termaico e da Leptokaria, nel sud, fino Gritsa nel nord. Una parte della strada nazionale della strada principale E75 attraversa la zona di Plaka, nel sud di Litochoro. Il litorale principalmente è formato da spiagge sabbiose, vicino alle quali si trovano gli hotel, i campeggi, i ristoranti ed i bar della spiaggia, (che principalmente funzionano durante la stagione estiva, a partire da giugno fino a settembre). Nella zona di Plaka ci sono residenze private, ville di lusso ed i cottage.